# Universidade de Cartagena

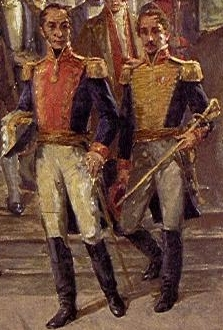
Francisco de Paula Santander e Simón Bolívar, fundadores da Universidade de Cartagena.

A Universidade de Cartagena é uma universidade pública colombiana localizada em Cartagena de Índias. Foi fundada em 1827 por Francisco de Paula Santander e Simón Bolívar, e é reconhecida por ser a mais antiga do Caribe colombiano. No dia 26 de março de 2014, a Universidade de Cartagena, recebeu por parte do Ministério de Educação Nacional a Certificação Institucional de Alta Qualidade convertendo-se na primeira e única universidade pública da região caribe com este tipo de certificação. Em 2015 esteve no Ranking da Scimago para Colômbia como a décima melhor universidade do país e como a quinta melhor pública.

## História
Em 1826, o general Francisco de Paula Santander mediante decreto deu via livre à criação de uma universidade na Região Caribe da Colômbia e foi escolhida como sede Cartagena de Índias. Em 6 de outubro de 1827 o Libertador Simón Bolívar oficializou, nascendo dessa maneira a Universidade do Magdalena e do Istmo, pois naquela época Panamá fazia parte da Colômbia. Depois passou por uma série de mudanças em seu nome:  1842, Colégio do Segundo Distrito; em 1850, Colégio Nacional de Cartagena; em 1854, Colégio Provincial de Cartagena; em 1863, Colégio de Bolívar; em 1867, Colégio Universitário do Estado Soberano de Bolívar; em 1887, Colégio do Departamento de Bolívar; em 1890, Universidade de Bolívar; em 1896, Colégio de Fernández de Madri; em 1898, de novo Universidade de Bolívar. Posteriormente, em razão a mudanças de tipo territorial e políticos, passou a ser a Universidade de Cartagena no Claustro de San Agustín, contando com apenas dois cursos: Direito e Medicina.
Na década de 1950 do século XX, adota-se oficialmente o escudo atual da Universidade. Em 1989 inaugura-se o Campus da Saúde, ao que se transladaram as faculdades de Medicina, Enfermaria, Odontologia e Ciências Químicas e Farmacêuticas, em 2001 se translada ao Campus Pedra de Bolívar a faculdade de Ciências e Engenharias, em 2003 se translada a essa mesma sede a faculdade de Ciências Econômicas e em 2014 se translada à sede San Pablo a faculdade de ciências exatas e o programa de Línguas estrangeiras de San Agustín.